# 에런 램스데일
에런 크리스토퍼 램스데일(영어: Aaron Christopher Ramsdale, 1998년 5월 14일 ~ )는 잉글랜드의 축구 선수로 현재 뉴캐슬 유나이티드에서 골키퍼로 뛰고 있다.

## 수상

#### 아스널 FC
- FA 커뮤니티쉴드 : 2023

#### 잉글랜드
- UEFA 유럽 축구 선수권 대회 : 준우승 (2020)
- UEFA U-19 축구 선수권 대회 : 우승 (2017)
- 툴롱 대회 : 우승 (2018)

### 개인
- AFC 본머스 팬 선정 올해의 선수 : 2019-20
- 셰필드 유나이티드 올해의 선수 : 2020-21
- 셰필드 유나이티드 올해의 영플레이어 : 2020-21
- PFA 올해의 팀 : 2022-23